# ناثانيل روجرز (رسام)
ناثانيل روجرز (بالإنجليزية: Nathaniel Rogers)‏ هو رسام أمريكي، ولد في 1788 في بريدجهامبتون في الولايات المتحدة، وتوفي بنفس المكان في 6 ديسمبر 1844.

## معرض صور

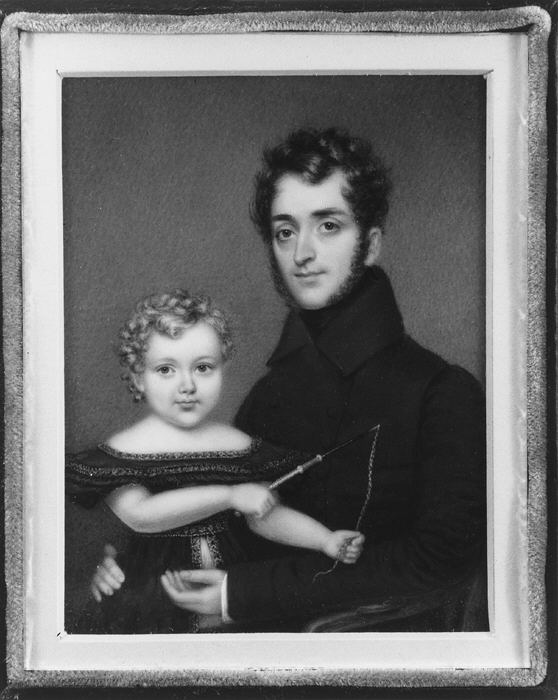
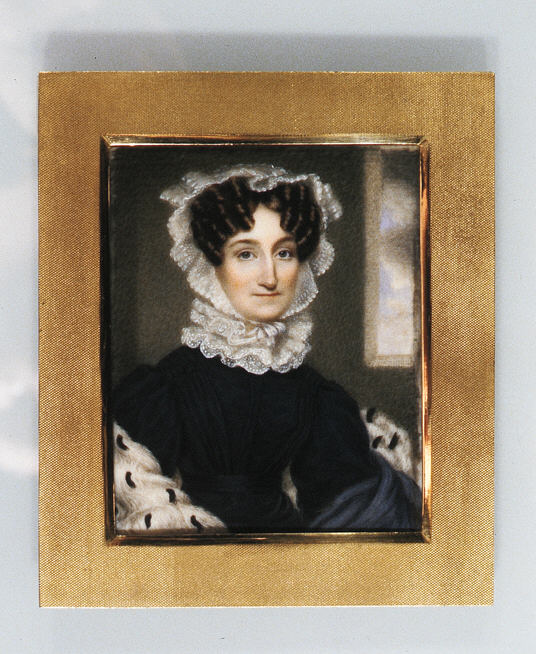
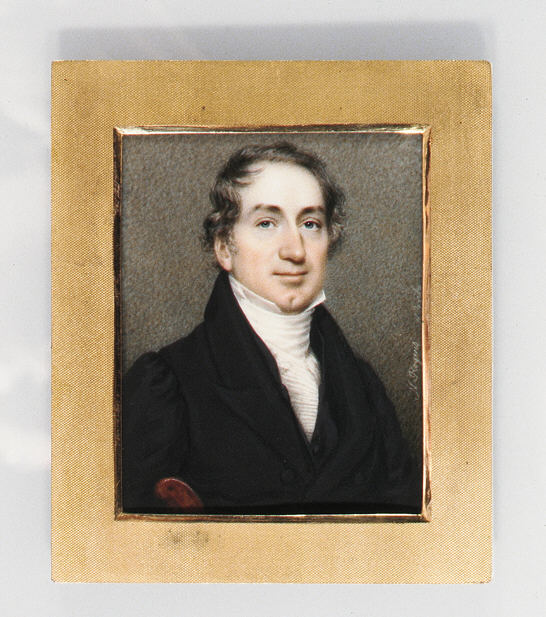
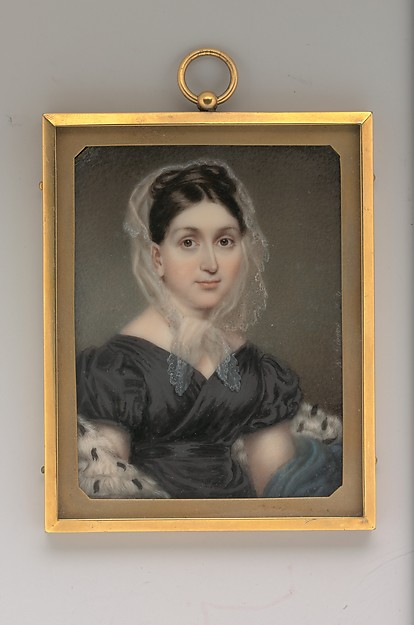
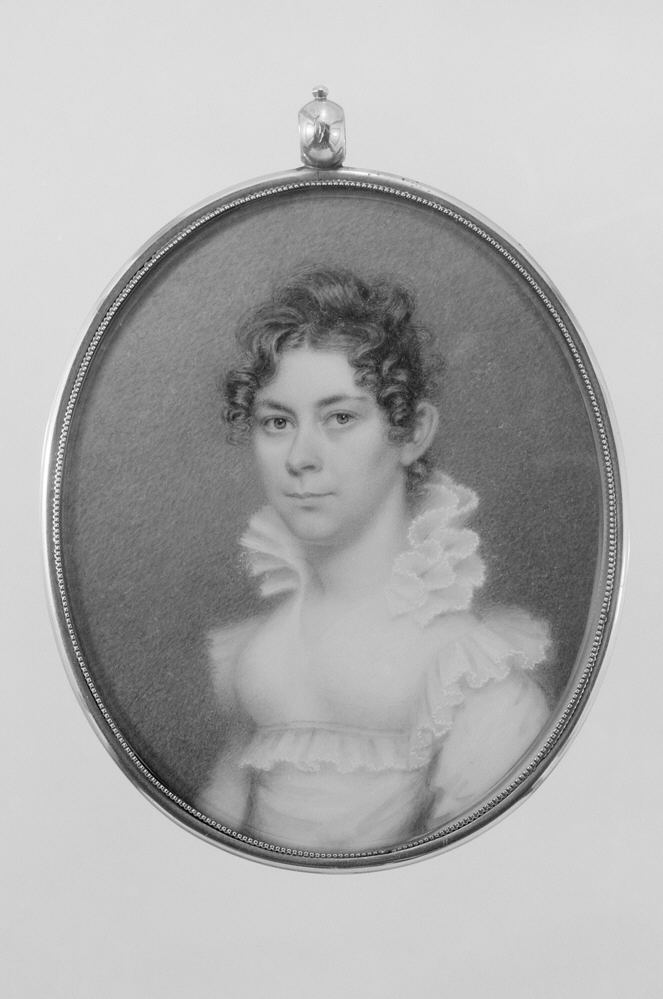
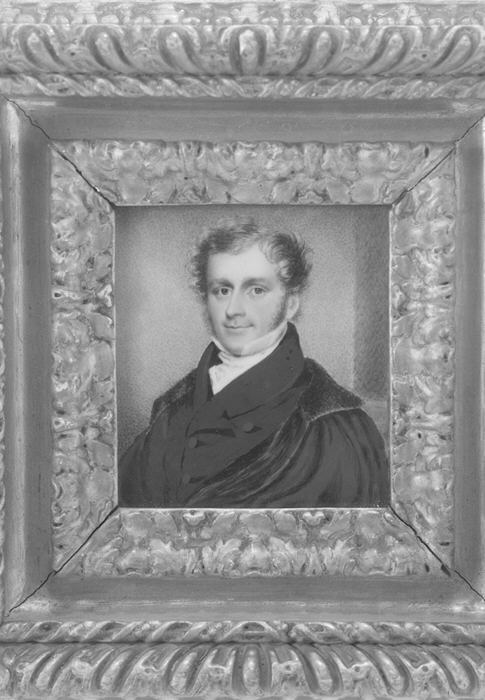